# 张宏民
张宏民（1961年3月13日—），男，北京人，祖籍河北唐县西城子村。中央电视台新闻播音员、主持人。1982年毕业于北京广播学院（现中国传媒大学），即调入中央电视台主持新闻联播节目。
2014年5月28日，有媒体报道张宏民与李瑞英退出《新闻联播》，后得到李瑞英本人证实，从而正式结束其32年的播音生涯。

## 个人生活
张宏民至今未婚，且无子女。